# Península de Araya
La península de Araya es una península situada al este de la costa caribeña de Venezuela, en el estado Sucre. La población de Araya está situada en su extremo más occidental. Araya es árida y seca, es además mundialmente famosa por sus salinas y posee un gran potencial turístico gracias a sus hermosas playas y a las ruinas  de la antigua Real Fortaleza de Santiago de Arroyo (1630) ubicadas a orillas de sus playas.
Se puede llegar a esta península por tierra desde Cumaná lo cual toma más de tres horas o por mar lo cual toma menos de 30 minutos viajando en los llamados "tapaítos" los cuales son embarcaciones pequeñas que salen desde Cumaná. También hay servicio de transbordadores ("chalanas") desde Cumaná para trasladarse en vehículo, lo cual ayuda a ahorrar tiempo de traslado.

## Historia
La península, descubierta por España en 1500, fue colonizada poco después. En 1593, en el marco de la guerra de los 80 años, los neerlandeses empezaron a ocupar la península para explotar sus salinas y proveer de sal a su industria de arenque, quesos y mantecas. La presencia holandesa produjo continuos choques con los españoles ya que los neerlandeses llegaron al extremo de impedir la entrada de embarcaciones al Golfo de Cariaco. En 1605 los españoles mandan una flota para expulsar a los neerlandeses y reconquistar el territorio, lo cual logran. En 1622 los neerlandeses vuelven con una flota de más de 40 barcos de guerra para conquistar definitivamente la península, pero luego de una serie de batallas, los españoles logran expulsarlos en 1623. Los repetidos intentos neerlandeses de conquistar el territorio motivaron la construcción del castillo para impedir la instauración de una colonia holandesa en Venezuela.
Araya fue el escenario del galardonado documental Araya (1959) de la cineasta Margot Benacerraf.